# Hartwig Kuhlenbeck
Hartwig Kuhlenbeck (* 2. Mai 1897 in Jena; † 14. Dezember 1984 in Philadelphia) war ein deutschamerikanischer Arzt und Neuroanatom.

## Leben
Er war Sohn des Rechtsprofessors Ludwig Kuhlenbeck und der Helene geb. Ayrer. Zunächst besuchte er das Gymnasium in seiner Geburtsstadt Jena und nach einem Umzug der Familie das Domgymnasium Naumburg, wo er 1915 das Reifezeugnis erlangte. Während des Ersten Weltkriegs leistete er als Leutnant Kriegsdienst. Ab 1918 studierte er zunächst Philosophie an der Universität Jena bei Rudolf Eucken und ab 1921 Medizin. 1922 wurde ihm der Titel eines Doktors der Medizin verliehen. Er war Schiffsarzt und praktizierte in Mexiko. Dort heiratete er 1924 die US-Amerikanerin Ozelia Marguerite Proteau († 1982). In den Jahren 1924–1927 hielt er Vorlesungen über Neuroanatomie an der Universität von Tokio. Von 1927 bis 1933 war er Assistent und später Dozent am Anatomischen Institut der Universität Breslau.
Mit Beginn der Zeit des Nationalsozialismus opponierte Kuhlenbeck gegen das NS-Regime. So verweigerte er die Zusammenarbeit mit nationalsozialistischen Studentenorganisationen und den obligatorischen Hitlergruß. Im August 1933 wanderte er in die USA aus und erhielt 1938 die US-amerikanische Staatsbürgerschaft. Während er am Mount Sinai Hospital in New York arbeitete, erlangte er die amerikanische Approbation. Ab 1935 arbeitete er nahezu durchgängig am Woman’s Medical College of Pennsylvania in Philadelphia, bis auf seinen Kriegsdienst während des Zweiten Weltkriegs, den er von 1944 bis 1946 als Captain bzw. Major im U.S. Army Medical Corps leistete. Am Woman’s Medical College war er zunächst Professor für Anatomie, ab 1963 Research Professor für Neurobiologie und von 1971 bis 1982 Emeritus Professor für Anatomie.
Kuhlenbeck reiste viel und hielt Gastvorlesungen und Vorträge auf internationalen Kongressen in Südamerika, Japan und Europa. Er besuchte das Max-Planck-Institut für Hirnforschung in Frankfurt und wurde 1963 wissenschaftliches Mitglied des Instituts und der Gesellschaft. 1965 verlieh ihm das Woman’s Medical College einen Ehrenabschluss.

## Schriften (Auswahl)
- Vorlesungen über das Zentralnervensystem der Wirbeltiere. Eine Einführung in die Gehirnanatomie auf vergleichender Grundlage. Jena 1927, OCLC 688375735.
- The human diencephalon. Basel 1954, OCLC 251153756.
- The central nervous system of vertebrates: a general survey of its comparative anatomy with an introduction to the pertinent fundamental biologic and logical concepts. Karger, Basel 1978, OCLC 644281253.
- Gehirn, Bewußtsein und Wirklichkeit. Darmstadt 1986, ISBN 3-7985-0705-8.